# Villers-sous-Saint-Leu
Villers-sous-Saint-Leu är en kommun i departementet Oise i regionen Hauts-de-France i norra Frankrike. Kommunen ligger i kantonen Montataire som tillhör arrondissementet Senlis. År 2022 hade Villers-sous-Saint-Leu 2 301 invånare.

## Befolkningsutveckling
Antalet invånare i kommunen Villers-sous-Saint-Leu
| Referens: INSEE |